# Сархад-е-Вахан
Сархад-е-Вахан (также Сархадд и Сархад-э-Брогил от перс. сархад — «граница») — посёлок, расположенный на северо-востоке афганистанской провинции Бадахшан в районе Вахан.

## Географическое положение
Центр посёлка располагается на высоте 3328 м. над уровнем моря.

## История
Наиболее древним укреплением в долине является крепость Кансир, расположенная в районе афганского селения Сархад. Эта крепость была построена тибетцами в середине VIII века и господствовала над проходом, ведущим к перевалу Баругиль, через который следовали караванные пути из Вахана в Читрал, Гилгит и к верховьям реки Инд.

## Демография
Основное население посёлка составляют ваханцы. В 2004 году в Сархадде проживало 548 человек.

## Транспортная сеть
В селении Сархад-е-Вахан заканчивается автомобильная дорога, почти в 100 км от Вахджирского перевала и границы с Китаем.